# Theryana semissoides
Theryana semissoides är en insektsart som beskrevs av De Bergevin 1922. Theryana semissoides ingår i släktet Theryana och familjen sköldstritar. Inga underarter finns listade i Catalogue of Life.